# Szögliget, Borsod-Abaúj-Zemplén
Szögliget este un sat în districtul Edelény, județul Borsod-Abaúj-Zemplén, Ungaria, având o populație de 647 de locuitori (2011). 

## Demografie
Componența etnică a satului Szögliget
     Maghiari (100%)
Componența confesională a satului Szögliget
     Romano-catolici (67,85%)
     Reformați (17,93%)
     Fără religie (1,7%)
     Necunoscută (11,75%)
     Greco-catolici (0,77%)
Conform recensământului din 2011, satul Szögliget avea 647 de locuitori. Din punct de vedere etnic, majoritatea locuitorilor (100,0%) erau maghiari, cu o minoritate de polonezi (5,71%).  Din punct de vedere confesional, majoritatea locuitorilor (67,85%) erau romano-catolici, existând și minorități de reformați (17,93%) și persoane fără religie (1,7%). Pentru 11,75% din locuitori nu este cunoscută apartenența confesională.